# Andurá
Andurá é uma árvore fantástica que, à noite, se inflama subitamente.